# Scrimă la Jocurile Intercalate din 1906
Probele de scrimă la Jocurile Intercalate din 1906 s-au desfășurat în perioada 23 aprilie–1 mai în mai multe locații din Atena, în principal la Zappeion. 62 de trăgători din 12 de țări s-au prezentat la competiție. Nu a fost inclusă nicio probă feminină.

## Clasament pe medalii
| Loc | Țară           | Aur | Argint | Bronz | Total |
| --- | -------------- | --- | ------ | ----- | ----- |
| 1   | FRA            | 3   | 1      | 1     | 5     |
| 2   | GER            | 2   | 2      | 0     | 4     |
| 3   | Belgia         | 2   | 0      | 1     | 3     |
| 4   | GRE            | 1   | 2      | 1     | 4     |
| 5   | Țările de Jos  | 0   | 1      | 2     | 3     |
| 6   | ITA            | 0   | 1      | 1     | 2     |
| 7   | Marea Britanie | 0   | 1      | 0     | 1     |
| 8   | HUN            | 0   | 0      | 1     | 1     |

## Evenimente

### Masculin
| Probă             | Aur                                                                                            | Argint                                                                                        | Bronz                                                                                   |
| Spadă             | Georges de la Falaise (FRA)                                                                    | Georges Dillon-Kavanagh (FRA)                                                                 | Alexander van Blijenburgh (NED)                                                         |
| Spadă (maeștri)   | Cyril Verbrugge (BEL)                                                                          | Carlo Gandini (ITA)                                                                           | Ioannis Raissis (GRE)                                                                   |
| Spadă pe echipe   | Franța Georges Dillon-Kavanagh Georges de la Falaise Pierre Georges Louis d'Hughes Cyrill Mohr | Marea Britanie William Grenfell Cosmo Duff-Gordon Charles Robinson Edgar Seligman             | Belgia · Constant Cloquet · Edmond Crahay · Philippe le Hardy · Fernand de Montigny     |
| Floretă           | Georges Dillon-Kavanagh (FRA)                                                                  | Gustav Casmir (GER)                                                                           | Pierre Georges Louis d'Hughes (FRA)                                                     |
| Sabie             | Ioannis Georgiadis (GRE)                                                                       | Gustav Casmir (GER)                                                                           | Federico Cesarano (ITA)                                                                 |
| Sabie (maeștri)   | Cyril Verbrugge (BEL)                                                                          | Ioannis Raissis (GRE)                                                                         | neatribuit                                                                              |
| Sabie (la 3 tușe) | Gustav Casmir (GER)                                                                            | George van Rossem (NED)                                                                       | Péter Tóth (HUN)                                                                        |
| Sabie pe echipe   | GER · Gustav Casmir · Jacob Erckrath de Bary · August Petri · Emil Schön                       | GRE · Ioannis Georgiadis · Triantaphylos Kordogiannis · Menelaos Sakorraphos · Chatran Zorbas | Țările de Jos James van Carnbee Maurits van Löben Sels Johannes Osten George van Rossem |

## Legături externe
- Statistice Arhivat în 24 iunie 2009, la Wayback Machine. pe Sports Reference